# Klasztor Świętej Klary w Carrión de los Condes

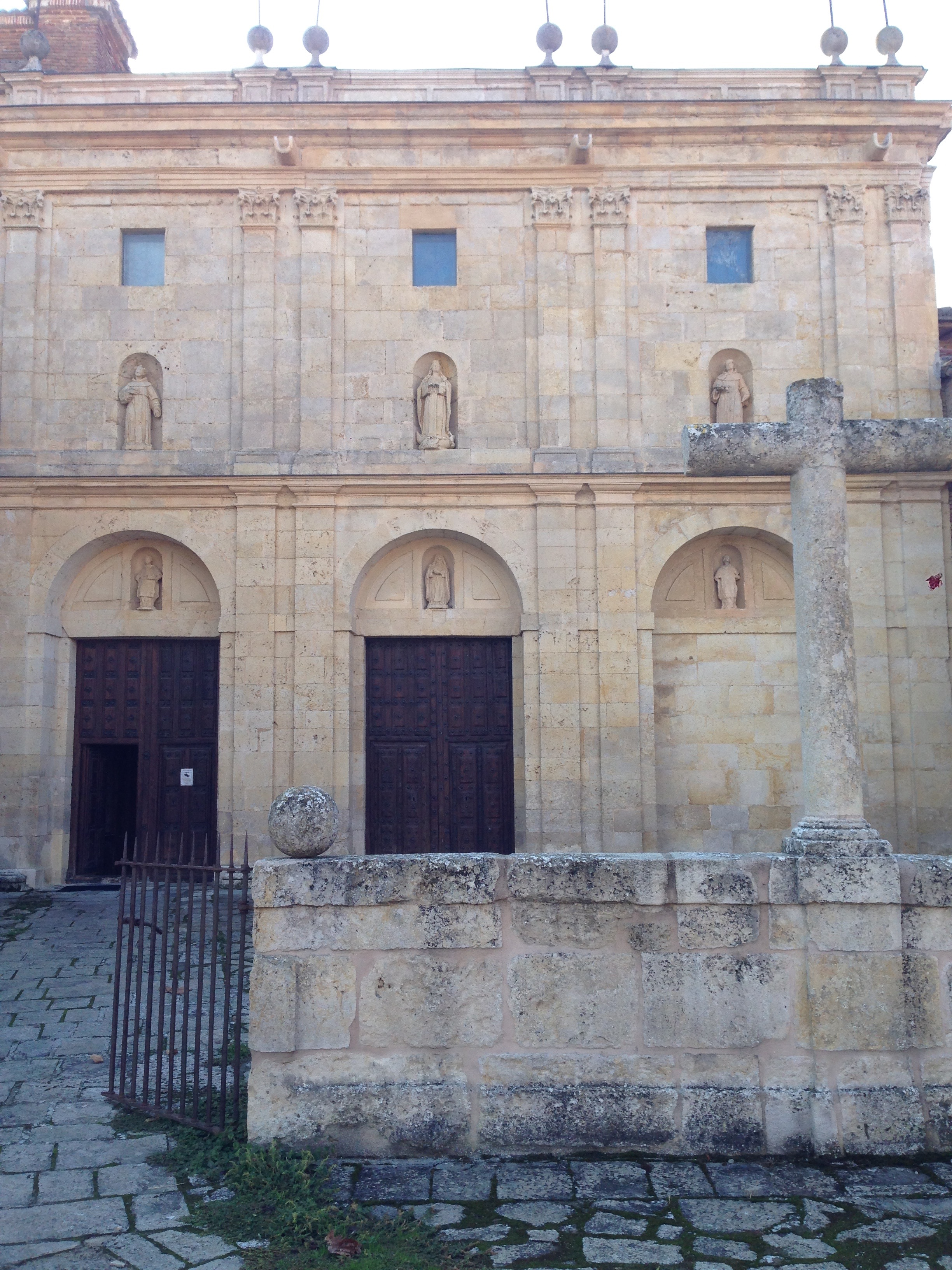
Klasztor Świętej Klary, Carrion de los Condes

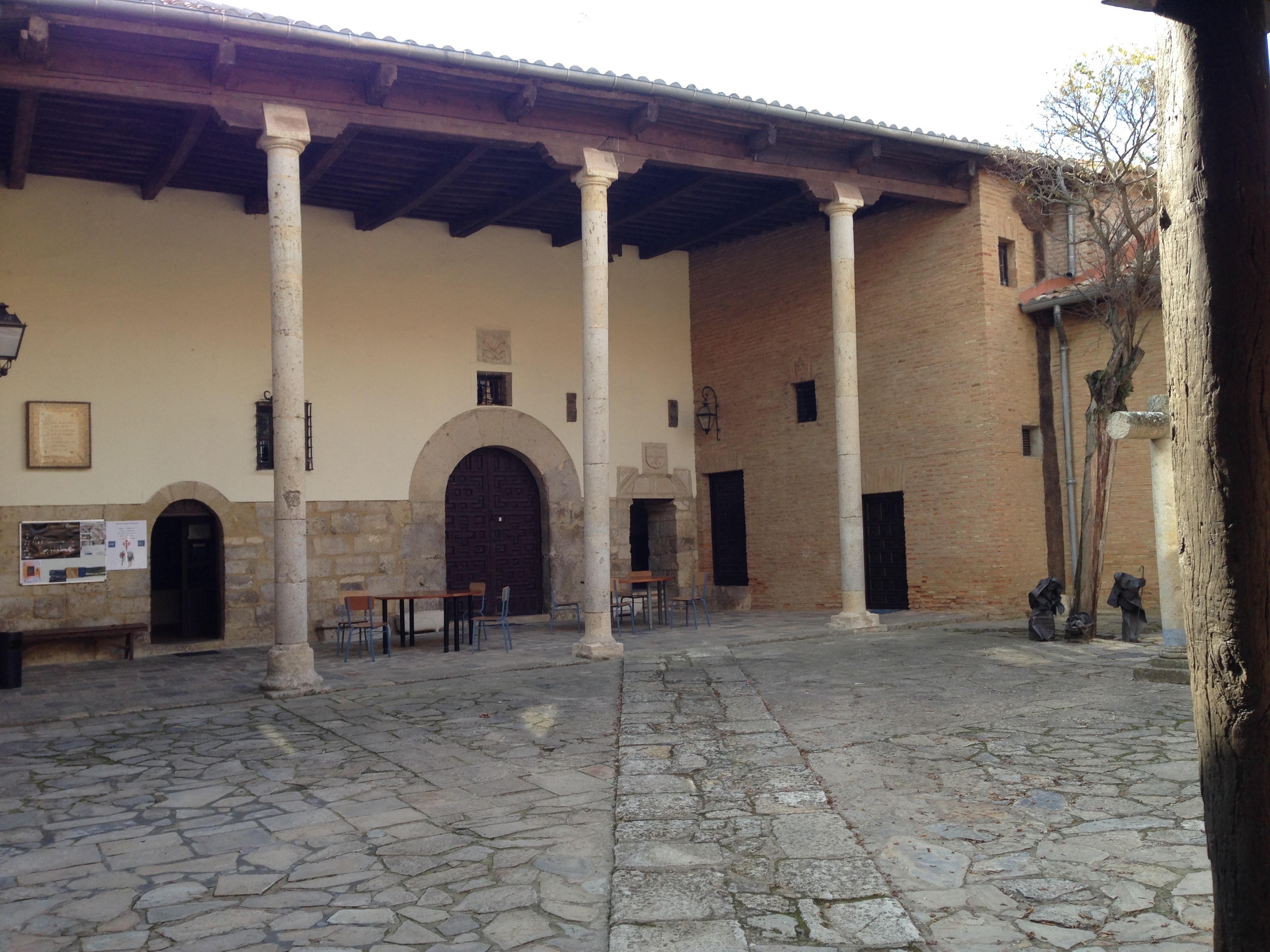
Dziedziniec w klasztorze Św. Klary

Klasztor Świętej Klary w Carrión de los Condes – klasztor sióstr klarysek w hiszpańskiej miejscowości Carrión de los Condes w prowincji Palencia, w regionie Kastylia i León.
Według tradycji, założony przez dwie przyjaciółki św. Klary w roku 1231 lub samego św. Franciszka, pielgrzymującego Drogą św. Jakuba do Santiago de Compostela.
W 1255 roku klasztor został lokowany ponownie, poza ówczesnymi murami miejskimi, dzięki osobistej interwencji papieża Aleksandra IV u bezdzietnej królowej Portugalii Mécii Lopes de Haro, wdowy po królu Sancho II.
Kościół klasztorny wzniesiony pierwotnie w stylu późnoromańskim z miejscowego kamienia, w XVII wieku został przebudowany dzięki dotacji króla Filipa III Habsburga, króla Hiszpanii i Portugalii.
Wnętrze kościoła utrzymane jest w stylu barokowym. Zwraca uwagę zwłaszcza złocona nastawa ołtarzowa (łac. retabulum), ozdobiona częściowo ceramiką w stylu Talavera, srebrna monstrancja o wysokości przekraczającej 150 cm, wystawiana podczas adoracji oraz Pietà wykonana przez Gregoria Fernandeza, znanego hiszpańskiego architekta, malarza i rzeźbiarza z przełomu XVI i XVII wieku.
W zabudowaniach klasztornych znajduje się Albergue Santa Clara – jedno z najstarszych, funkcjonujących do dziś, schronisk dla pielgrzymów udających się Francuską Drogą św. Jakuba do Santiago de Compostela.